# Lliura (moneda)
La lliura és la unitat de massa de ~407 g d'argent fi sobre la qual es va basar el sistema monetari carolingi per dotar a la seva unitat monetària, el diner, de les seves característiques intrínseques, atès que de cada una d'elles se n'havien de produir 240 unitats monetàries de diner. A partir d'aquell moment la lliura va esdevenir moneda de compte i aquesta funció va ser sostinguda també pels sistemes derivats, en els quals la lliura pesava el que pesàs l'argent teòric que haurien de contenir 240 diners. Aquesta pèrdua d'estabilitat en la massa de la lliura resultant, va conduir a la seva substitució pel marc com a mesura que fixaria la talla de la moneda.
Modernament la lliura ha esdevingut moneda efectiva i ha estat, i malgrat la decimalització és en alguns casos, la unitat monetària de diversos estats del món. El terme té el mateix origen que la lira, moneda de diversos països com ara Turquia o bé, fins a l'adopció de l'euro, Itàlia.
Tipus de lliures usades actualment:
- La lliura egípcia (Egipte)
- La lliura libanesa (Líban)
- La lliura síria (Síria)
- La lliura sudanesa (Sudan)
- La lliura sud-sudanesa (Sudan del Sud)

- La lliura esterlina, emesa pel Banc d'Anglaterra per al seu ús a Anglaterra i a Gal·les. Hi ha diverses lliures equivalents emeses en altres parts de les illes Britàniques i als territoris britànics d'ultramar, com ara:
  - la lliura escocesa (Escòcia)
  - la lliura de Gibraltar (Gibraltar)
  - la lliura de Guernsey (Guernsey)
  - la lliura d'Irlanda del Nord (Irlanda del Nord)
  - la lliura de Jersey (Jersey)
  - la lliura de les Malvines (illes Malvines)
  - la lliura de l'illa de Man (illa de Man)
  - la lliura de Santa Helena (Santa Helena)

També la República d'Irlanda va fer servir la lliura com a moneda oficial fins a la seva substitució per l'euro el 1999. La lliura irlandesa, emesa per primer cop el 1928, va mantenir la paritat amb la lliura esterlina fins al 1979. Altres lliures que han passat a la història han estat la lliura australiana, la lliura neozelandesa i la lliura sud-africana.
La moneda de Malta, coneguda abans com a lliura, fou anomenada lira el 1983 i substituïda per l'euro a començament del 2008, igual com la lliura xipriota. La lliura de Turquia també se sol conèixer més habitualment amb el seu nom turc de lira.

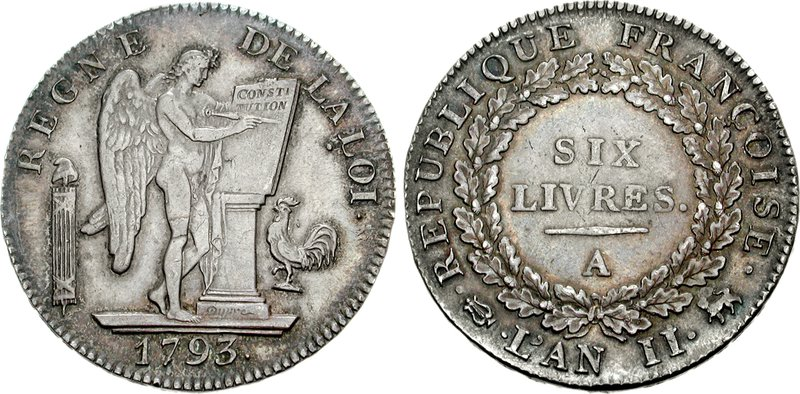
Moneda de 6 lliures de la República Francesa del 1793

El símbol de la lliura, sobretot pel que fa a la lliura esterlina del Regne Unit i les seves possessions, és una L majúscula manuscrita travessada horitzontalment per un guionet o el signe igual: £.
El mateix símbol £ fou usat a Itàlia i a la República d'Irlanda per a la lira i la lliura irlandesa respectivament, abans de la introducció de l'euro en aquests països (si bé darrerament el símbol oficial de la lira italiana era una L majúscula).